# Pankakoski
Pankakoski är en tätort (finska: taajama) i Lieksa stad (kommun) i landskapet Norra Karelen i Finland. Vid tätortsavgränsningen den 31 december 2021 hade Pankakoski 608 invånare och omfattade en landareal av 2,62 kvadratkilometer.
Pankakoski växte fram runt det träsliperi och den kartongfabrik som grundade 1904 i Pielisjärvi kommun. Fabriken sysselsatte 1933 omkring 250 arbetare och ägdes då av Enso-Gutzeit.